# Albert Ostertag
Paul Albert Ostertag (auch Albert Otto Ostertag; * 18. April 1810 in Stuttgart; † 17. Februar 1871 in Basel) war ein deutscher lutherischer Theologe und Geistlicher.

## Leben
Ostertag wuchs in einem pietistischen Umfeld in Stuttgart auf. Im Frühjahr 1828 wurde er zum Studium der Theologie an der Universität Tübingen aufgenommen. 1832 bestand er die erste Dienstprüfung. 1832 wurde er Vikar in Thalfingen, im März 1833 in Ebersbach, bevor er im Januar 1834 eine Hofmeisterstelle bei der Familie von Palm in Stuttgart antrat. Zugleich wirkte er als Stadtvikar in Stuttgart. Nach der zweiten Dienstprüfung 1836 unternahm er eine größere Studienreise durch Frankreich und die Niederlande.
Ostertag folgte 1837 einem Ruf seines Onkels Christian Gottlieb Blumhardt als Lehrer an die Schule der Basler Mission. Carl Friedrich Adolf Steinkopf versuchte, ihn nach London zu holen, was an der schwachen Gesundheit Ostertags scheiterte. Ostertag war Mitglied des Komitees der Basler Mission und außerdem vielfältig schriftstellerisch tätig. 1854/1855 wurde er mit einer Arbeit zur chinesischen Anthropologie zum Doktor der Philosophie promoviert. Später erhielt er außerdem einen Doktor der Theologie. Er war zudem von 1857 bis 1864 Herausgeber des Evangelischen Missions-Magazins.
Der Schriftsteller Johann Friedrich Ostertag war sein Bruder.

## Werke (Auswahl)
- Ueber den Ursprung und die Entwicklung der deutschen Christenthumsgesellschaft in Basel, Schweighauser, Basel 1850.
- Die Bibel und ihre Geschichte, Bahnmaier, Basel 1857.
- Züge aus dem Werk der Bibelverbreitung, Steinkopf, Stuttgart 1857.
- Uebersichtliche Geschichte der protestantischen Missionen von der Reformation bis zur Gegenwart, Besser, Stuttgart 1858.
- Die Universitäten in ihrem Verhältniß zur Mission, Mission, Basel 1858.
- Entstehungsgeschichte der evangelischen Missionsgesellschaft zu Basel: mit kurzen Lebensumrissen der Väter und Begründer der Gesellschaft, Verlag des Missionshaus, Basel 1865.
- Ein Soldatenleben nach der Bibel: Züge aus dem Leben des Hauptmanns Hedley Vicars, Barmen 1870.
- Die Wege der Bibel, Steinkopf, Stuttgart 1870.